# Bactris setulosa
Bactris setulosa är en enhjärtbladig växtart som beskrevs av Gustav Karl Wilhelm Hermann Karsten. Bactris setulosa ingår i släktet Bactris och familjen Arecaceae. IUCN kategoriserar arten globalt som nära hotad. Inga underarter finns listade i Catalogue of Life.